# Doliu

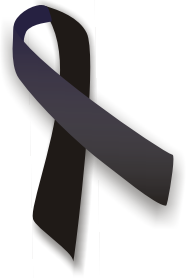
Panglică neagră

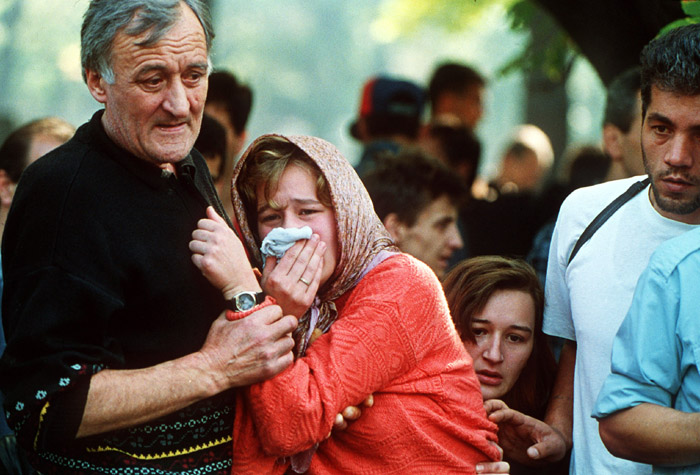
Rude îndoliate la o înmormântare. Foto Mikhail Evstafiev

Panglică de doliu

Doliul este expresia durerii emoționale cauzate de pierderea unei persoane dragi. Se manifestă prin tristețe intensă, stare de apatie, anhedonie și izolare socială. 
Doliul exterior e caracterizat de respectarea unui comportament tradițional specific culturii din care persoana îndoliată face parte. De exemplu - în tradiția românească - haine decente sau de culoare neagră, neparticiparea la distracții, dansuri, evenimente festive etc.

## Modelul „Celor 5 etape”
Modelul Kübler-Ross, cunoscut ca cele cinci etape ale doliului, descrie o ipoteză introdusă pentru prima dată de Elisabeth Kübler-Ross în cartea sa din 1969, "Despre moarte și a muri".
Cele cinci etape sunt:
1. negare
2. furie
3. negociere
4. depresie
5. acceptare

Se consideră că parcurgerea acestor 5 etape (nu se manifestă neapărat în ordinea specificată și nici nu sunt prezente toate de fiecare dată) ar ajuta persoana îndoliată să își proceseze și integreze durerea și pierderea într-un mod relativ optimal. 

## Obiceiuri vestimentare și comportamentale
Europa Continentală
În Europa Continentală există obiceiul ca aparținătorii apropiați celor răposați să poarte haine decente, de culoare neagră, fără podoabe. Acest obicei își are originile în timpul Imperiului Roman, când în perioada doliului romanii purtau niște veșminte din lână de culoare închisă numite pulla.
Din timpul Evului Mediu și al Renașterii există obiceiul de a purta doliu nu doar pentru cei apropiați ci și în semn de fraternizare cu unele tragedii mai îndepărtate. De exemplu, regina Elisabeta I a Angliei și întreaga sa curte s-au îmbrăcat în doliu cu ocazia primirii ambasadorului francez după masacrul împotriva protestanților care a avut loc în Franța și care este cunoscut după numele de Noaptea Sfântului Bartolomeu.
Un obicei care se păstrează și în actualitate în unele regiuni și țări europene este cel de a purta pălării și văluri negre de către femei. 
În unele țări mediteraneene precum Portugalia, Spania sau Grecia văduvele obișnuiesc să poarte haine negre tot restul vieții. 
Doliu alb
Culoarea de doliu între reginele europene în timpul Evului Mediu a fost albul în loc de negru. Acest obicei s-a păstrat în Spania până la sfârșitul secolului al XVI-lea și a fost repus în practică de către prințesa belgiană cu origini spaniole Fabiola a Belgiei la înmormântarea regelui Baudouin I al Belgiei.
Fecioarele franceze obișnuiau, de asemenea, să poarte deuil blanc (doliu alb). De aici provine și ideea creării de către Norman Hartnell a garderobei reginei Elizabeth Bowes-Lyon în 1938. 
Marea Britanie
În Marea Britanie în actualitate nu există nici un comportament special dedicat celor ce poartă doliu și chiar obiceiul de a purta veșminte de culoare neagră pe timpul înmormântării este în declin. În schimb, în vechime existau unele obiceiuri specific britanice. 
În secolul al XIX-lea, comportamentul în perioada doliului era complex de reguli mai ales în păturile sociale înalte. Aceste rigori cădeau mai ales pe umerii femeilor care erau obligate să poarte haine groase negre și văluri confecționate din crep negru. De asemenea se purtau pălării negre. De asemenea exista și obiceiul de a se purta medalioane realizate din abanos fosil sau din fire din părul răposatului. Cei bogați își realizau camee sau racle în care păstrau fire de păr sau alte relicve ale persoanei moarte. 
Exista obiceiul ca femeile să poarte doliu patru ani după moartea soțului iar lepădarea acestor haine înainte de această perioada era considerată un semn de lipsă de respect față de cel decedat. Odată cu trecerea timpului, persoanelor care purtau doliu li se permitea introducerea unor haine mai puțin cernite. Prietenii și celelalte rude purtau doliu o perioadă mai lungă sau mai scurtă în funcție de tipul de relație pe care l-au avut cu decedatul.
Slujitoarele purtau brățări din pânză neagră când se producea un deces în casa unde serveau. 
Doliul formal a avut punctul său culminant pe timpul reginei Victoria a Regatului Unit, practică la care însăși regina și-a adus contribuția în urma doliului purtat după decesul soțului ei Prințul Albert de Saxa-Coburg și Gotha. În această perioadă vestimentația de doliu era prescrisă strict și respectată în mod riguros, existând vestimentații stricte pentru bărbați și pentru femei. 
În timp obiceiurile s-au relaxat, ajungând la purtarea hainelor negre timp de un an pentru persoanele apropiate. 
Statele Unite
În Statele Unite, în general, se respectau regulile britanicilor. În statele din Sud înaintea Războiului Civil se puteau observa regulile stricte în ceea ce privește doliul. Într-o scenă din Pe aripile vântului personajul Scarlet O'Hara a scandalizat asistența acceptând invitația la dans a lui Rhett Butler, în ciuda faptului că era în doliu în urma decesului ultimului ei soț. 
În triburile indiene nord-americane pierderea capului familiei atrăgea mari consecințe, iar în unele triburi exista chiar obiceiul de a-și mutila un deget.
Etiopia
În Etiopia un iddir este o organizație tradițională comunală în care membrii se ajută între ei pe perioada doliului. Membrii realizează contribuții bănești anuale prin care se realizează un fond care se oferă familiei îndoliate în cazul unui deces. Scopul ajutorului bănesc este cel de a achita costurile îngropăciunii și altor cheltuieli legate de obiceiurile funerare. De asemenea, femeile aparținătoare unui iddir pregătesc mâncarea, iar bărbații din iddir contribuie la pregătirea propriu-zisă a tuturor practicilor legate de înmormântare precum realizarea unui adăpost provizoriu unde vor fi primiți cei ce vor veni la înmormântare. Membrii iddir-ului vor sta cu familia răposatului toate cele 3 zile de la deces până la îngropăciune.
Cambodgia
În Cambodgia etnicii khmer sărbătoresc despărțirea de răposat printr-o mare sărbătoare pentru ca cel decedat să se poată bucura pentru ultima dată de viață. Persoanele cele mai apropiate arată decedatului drumul către cer, se ard bani falși simbolizând plata drumul către cer și se aruncă talismane.
Japonia
Doliul în Japonia este reprezentat de culoarea albă. Tradiția spune că stafiile se îmbracă într-un kimono de culoare albă încheiat invers indicând în acest fel doliul și de asemenea apar cu picioarele ne-definite.

## Doliu național
În cazul unor evenimente tragice de mare importanță – decesul unor persoane importante pentru țară sau pierderi umane semnificative cauzate de catastrofe naturale, accidente majore ori atacuri – autoritățile țării respective pot decreta în mod oficial instituirea unei perioade de doliu național, în care cetățenilor și instituțiilor li se cere să respecte anumite reguli, cum ar fi arborarea drapelului în bernă (coborât pe jumătate).